# Mensfelder Kopf
Der Mensfelder Kopf bei Mensfelden im hessischen Landkreis Limburg-Weilburg ist eine 313,7 m ü. NHN hohe Erhebung am Rande des Kirberger Hügellandes zum Übergang in das Limburger Becken. 

## Geografie

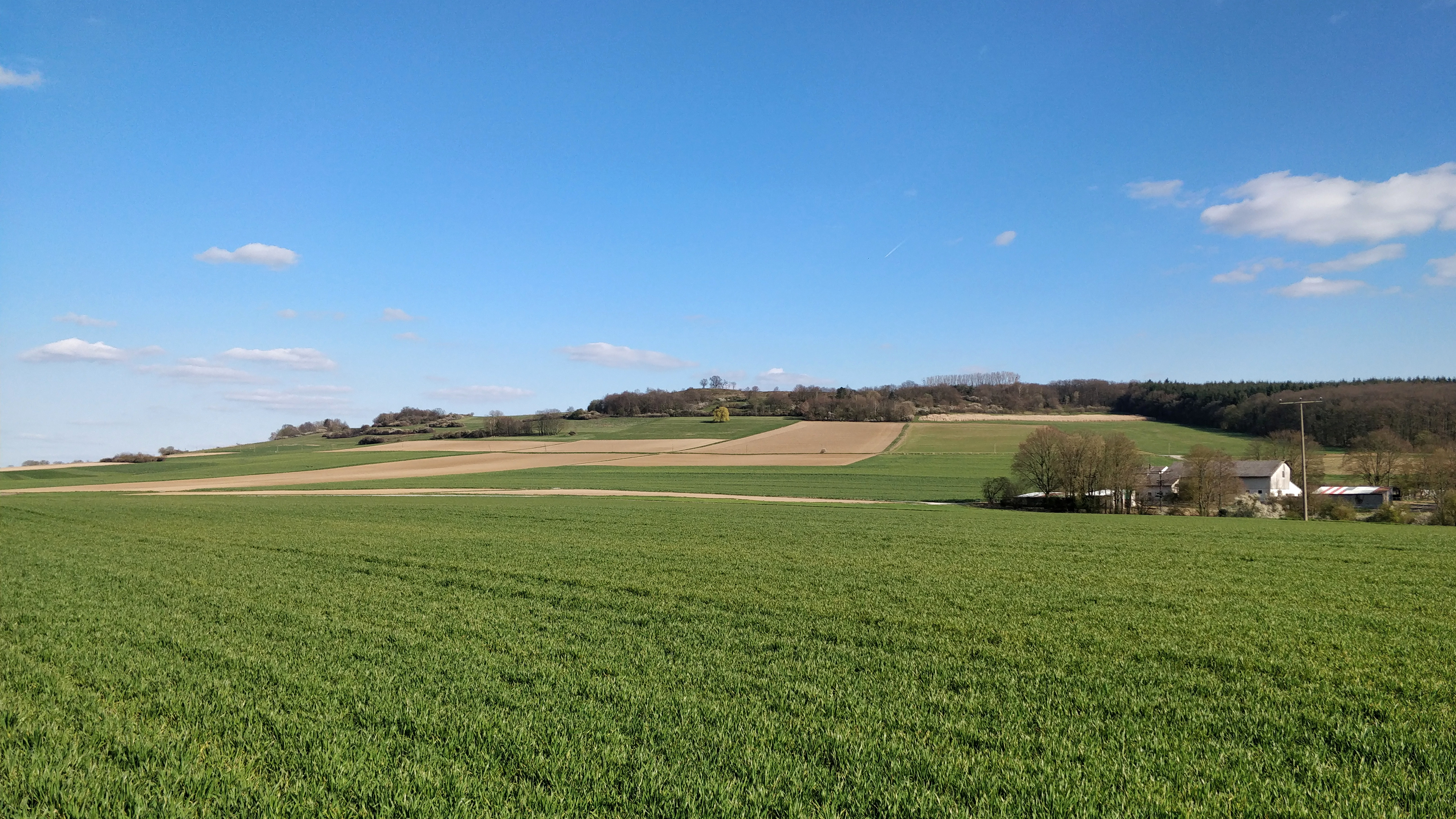
Anblick von Westen, rechts der Hof Talwiese

### Lage
Der Mensfelder Kopf liegt im Kirberger Hügelland. Er erhebt sich direkt westlich von Mensfelden, einem Ortsteil der Gemeinde Hünfelden, und südlich des Limburger Stadtteils Linter. Nach Norden leitet die Landschaft entlang dem Kasselbach in das Tal der Lahn bei Limburg über. Nach Süden fällt sie in das Tal des Mühlbachs (Herbach) ab, der in die südwestlich bis westlich der Erhebung fließende Aar mündet; an diesem Fluss liegt am Südwestfuß der Erhebung Niederneisen. Etwa 7,5 km südwestlich, jenseits des Aartals, befindet sich der 419,7 m hohe Ergenstein.

### Naturräumliche Zuordnung
Der Mensfelder Kopf gehört in der naturräumlichen Haupteinheitengruppe Gießen-Koblenzer Lahntal (Nr. 31), in der Haupteinheit Limburger Becken (311) und in der Untereinheit Südlimburger Beckenhügelland (311.2) zum Naturraum Kirberger Hügelland (311.20). Nach Norden fällt die Landschaft in den zur Untereinheit Inneres Limburger Becken (311.1) zählenden Naturraum Linter-Platte (311.10) ab.

## Schutzgebiete
Der Mensfelder Kopf ist eine mit Heidelandschaft bewachsene und nur partiell bewaldete Quarzitkuppe. 1998 wurden Kleinteile der Erhebung insbesondere wegen wildwachsendem Heidekräutern zum Naturschutzgebiet Mensfelder Kopf (CDDA-Nr. 318779; 2003 ausgewiesen; 7,17 ha groß) erklärt. Auf ihr liegt das Fauna-Flora-Habitat-Gebiet Mensfelder Kopf (FFH-Nr. 5614-302; 35,11 ha). Ferner bildet die Erhebung mit ihrer umliegenden Flora ein Rückzugsgebiet für bedrohte Vogelarten. Daher liegen auf unteren Bereichen des Nordnordwesthangs Teile des Vogelschutzgebiets Feldflur bei Limburg (VSG-Nr. 5614-401; 7,1576 km²).

## Sportliches und Wandern
Südlich der Gipfelregion des Mensfelder Kopfs befindet sich ein Sportzentrum, wo seit 1896 jährlich das Bergturnfest Mensfelder Kopf stattfindet. Es ist Sportstätte des Turn- und Sportvereins Mensfelden. Über die Erhebung führt der Wanderweg Hessenweg 9.

## Aussichtsmöglichkeiten
Der Mensfelder Kopf ist besonders wegen seiner Aussicht über das Limburger Becken bekannt. Bei guter Sicht kann man von seiner Gipfelregion mehr als 50 Ortschaften sehen. Dann reicht der Blick nach Westen zu den Ausläufern des Westlichen Hintertaunus, nach Nordwesten über das Tal der Lahn zum Westerwald mit der Montabaurer Höhe (545,2 m) im Niederwesterwald, nach Norden über das Limburger Becken zum  Oberwesterwald und dem Hohen Westerwald, weiter nordöstlich ist der Dünsberg (497,7 m) zur erkennen und nach Osten und Süden in den Taunus über den Goldenen Grund und Idsteiner Senke mit dem Östlichen Hintertaunus und dem Hochtaunus mit dem Großen Feldberg (ca. 879 m) im Taunushauptkamm.